# Outros esportes praticados pelo Sport Club Corinthians Paulista
Esta página é dedicada a mostrar históricos e resultados de outras modalidades esportivas do Sport Club Corinthians Paulista, por ordem alfabética.

## eSport
Em novembro de 2017, o clube anunciou que vai investir em um time de eSports. Anteriormente chamado de RED Canids, o time passou a se chamar RED Canids Corinthians, que representa o clube em torneios de videogame, como League of Legends e Heroes of the Storm, com direito a uso do escudo nas camisas.
Elenco atual
| País          | Posição           | Player                 |
| ------------- | ----------------- | ---------------------- |
| Brasil        | Topo              | Pedro "Lep" Marcari    |
| Brasil        | Caçador           | Carlos "Nappon" Rücker |
| Coreia do Sul | Meio              | Kim "Sky" Ha-neul      |
| Brasil        | Atirador          | Gustavo "Sacy" Rossi   |
| França        | Suporte           | Hugo "Dioud" Padioleau |
| Coreia do Sul | Caçador (reserva) | Park "Winged" Tae-jin  |
| Brasil        | Suporte (reserva) | Victor "Cabu" Oliveira |

## Futebol Americano
Chamado de Corinthians Steamrollers, o time de futebol americano foi criado em 2004, mas se tornou parceiro do clube em 2008. O time faz parte das equipes amadoras do Sport Club Corinthians Paulista. Teve, entre seus jogadores, o ator Alexandre Frota.

Escudo do Corinthians Steamrollers.

Títulos
| INTERNACIONAIS | INTERNACIONAIS                | INTERNACIONAIS | INTERNACIONAIS          |
|                | Competição                    | Títulos        | Temporadas              |
| -------------- | ----------------------------- | -------------- | ----------------------- |
|                | Torneio Guerrero de Los Andes | 1              | 2014                    |
| NACIONAIS      |                               |                |                         |
|                | Competição                    | Títulos        | Temporadas              |
|                | Torneio Touchdown             | 2              | 2011 e 2012             |
| ESTADUAIS      |                               |                |                         |
|                | Competição                    | Títulos        | Temporadas              |
|                | Campeonato Paulista           | 4              | 2011, 2012, 2013 e 2014 |
|                | Flag FEFASP                   | 2              | 2014 e 2016             |

 Campeão Invicto

## Futebol de Areia

### Futebol de areia masculino
Títulos
| MUNDIAIS  | MUNDIAIS              | MUNDIAIS | MUNDIAIS   |
|           | Competição            | Títulos  | Temporadas |
| --------- | --------------------- | -------- | ---------- |
|           | Mundialito de Clubes  | 1        | 2013       |
| NACIONAIS |                       |          |            |
|           | Competição            | Títulos  | Temporadas |
| Brasil    | Copa Vila Velha       | 1        | 2011       |
| Brasil    | Campeonato Brasileiro | 1        | 2012       |
| ESTADUAIS |                       |          |            |
|           | Competição            | Títulos  | Temporadas |
|           | Campeonato Paulista   | 1        | 2017       |

 Campeão Invicto
Principais atletas

### Futebol de areia feminino
Títulos
| NACIONAIS | NACIONAIS   | NACIONAIS | NACIONAIS  |
|           | Competição  | Títulos   | Temporadas |
| --------- | ----------- | --------- | ---------- |
| Brasil    | Copa Brasil | 1         | 2010       |

## Futebol de Mesa
O Sport Club Corinthians Paulista também tem uma excelente equipe de futebol de mesa. Confira os principais títulos conquistados até hoje:
Títulos
| INTERNACIONAIS | INTERNACIONAIS                          | INTERNACIONAIS | INTERNACIONAIS                      |
|                | Competição                              | Títulos        | Temporadas                          |
| -------------- | --------------------------------------- | -------------- | ----------------------------------- |
|                | Torneio de Tokio                        | 1              | 2012                                |
| NACIONAIS      |                                         |                |                                     |
|                | Competição                              | Títulos        | Temporadas                          |
|                | Campeonato Brasileiro de equipes        | 2              | 2010 e 2014                         |
|                | Campeonato Brasileiro de equipes Master | 1              | 2015                                |
| INTERESTADUAIS |                                         |                |                                     |
|                | Competição                              | Títulos        | Temporadas                          |
|                | Taça Interestadual                      | 4              | 2009, 2010, 2011 e 2012             |
| ESTADUAIS      |                                         |                |                                     |
|                | Competição                              | Títulos        | Temporadas                          |
|                | Campeonato Paulista de Equipes          | 4              | 1991, 2009, 2012 e 2016             |
|                | Campeonato Paulista de Aspirantes       | 6              | 1993, 1994, 2009, 2012, 2015 e 2016 |
|                | Campeonato Paulista de Sub-20           | 1              | 2002                                |
|                | Campeonato Paulista Master              | 2              | 2009 e 2012                         |
|                | Torneio Início Paulista por equipes     | 5              | 1999, 2013, 2014, 2015 e 2016       |

- Conquistou outros diversos títulos individuais.

## Futsal
O departamento de futebol de salão do Sport Club Corinthians Paulista foi criado na década de 1950, sendo um dos clubes pioneiros nessa modalidade no Estado de São Paulo.
Títulos
| NACIONAIS      | NACIONAIS                | NACIONAIS | NACIONAIS                                                         |
|                | Competição               | Títulos   | Temporadas                                                        |
| -------------- | ------------------------ | --------- | ----------------------------------------------------------------- |
|                | Taça Brasil de Clubes    | 2         | 1974 e 2010                                                       |
|                | Liga Nacional de Futsal  | 1         | 2016                                                              |
| ESTADUAIS      |                          |           |                                                                   |
|                | Competição               | Títulos   | Temporadas                                                        |
|                | Liga Paulista            | 11        | 1971, 1972, 1973, 1978, 1980, 1981, 1995, 2009, 2013, 2015 e 2016 |
| METROPOLITANOS |                          |           |                                                                   |
|                | Competição               | Títulos   | Temporadas                                                        |
|                | Campeonato Metropolitano | 8         | 1973, 1974, 1980, 1982, 1983, 2004, 2006,2010 e 2015              |

Elenco atual
Última atualização: 4 de fevereiro de 2018

## Volei
A seção de voleibol do Sport Club Corinthians Paulista foi criada em 2017 em parceria com a prefeitura de Guarulhos.

### Títulos
| NACIONAIS | NACIONAIS           | NACIONAIS | NACIONAIS       |
|           | Competição          | Títulos   | Temporadas      |
| --------- | ------------------- | --------- | --------------- |
|           | Taça Ouro           | 1         | 2017            |
| ESTADUAIS |                     |           |                 |
|           | Competição          | Títulos   | Temporadas      |
|           | Campeonato Paulista | 0         | 2017 (2º lugar) |

### Jogadores Históricos
- Serginho
- Sidão
- Marcelinho